# Stenoxia pupillata
Stenoxia pupillata là một loài bướm đêm trong họ Noctuidae.